# Melvin Raffin
Melvin Raffin (ur. 9 sierpnia 1998 w Bourg-la-Reine) – francuski lekkoatleta specjalizujący się w trójskoku.
W 2015 był jedenasty podczas mistrzostw świata juniorów młodszych w Cali. Brązowy medalista juniorskich mistrzostw świata w Bydgoszczy (2016). Na początku 2017 startował na halowym czempionacie Europy w Belgradzie, podczas którego w eliminacjach wynikiem 17,20 ustanowił nowy halowy rekord świata juniorów, a w konkursie finałowym zajął 5. miejsce.
Medalista mistrzostw Francji w juniorskich kategoriach wiekowych.
Jego trenerami są Laurence Bily oraz Teddy Tamgho.
Rekordy życiowe: stadion – 17,52 (3 sierpnia 2025, Talence); hala – 17,20 (3 marca 2017, Belgrad) były halowy rekord świata juniorów.

## Osiągnięcia
| Rok  | Impreza                               | Miejsce   | Pozycja           | Wynik |
| ---- | ------------------------------------- | --------- | ----------------- | ----- |
| 2015 | Mistrzostwa świata juniorów młodszych | Cali      | 11. miejsce       | 14,61 |
| 2016 | Mistrzostwa świata juniorów           | Bydgoszcz | 3. miejsce        | 16,37 |
| 2017 | Halowe mistrzostwa Europy             | Belgrad   | 5. miejsce        | 16,92 |
| 2017 | Mistrzostwa Europy juniorów           | Grosseto  | 3. miejsce        | 16,82 |
| 2017 | Mistrzostwa Europy juniorów           | Grosseto  | 5. miejsce        | 39,88 |
| 2017 | Mistrzostwa świata                    | Londyn    | el. – 24. miejsce | 16,18 |
| 2022 | Halowe mistrzostwa świata             | Belgrad   | 6. miejsce        | 16,68 |
| 2025 | Halowe mistrzostwa Europy             | Apeldoorn | 8. miejsce        | 16,08 |
| 2025 | Halowe mistrzostwa świata             | Nankin    | –                 | NM    |